# Aphanoneura
Aphanoneura ist der Name einer Klasse sehr kleiner, überwiegend im Süßwasser lebender Ringelwürmer. Sie umfasst zwei Familien: die Aeolosomatidae mit rund 30 Arten und die monotypische Familie Potamodrilidae mit der einzigen beschriebenen Art Potamodrilus fluviatilis.

## Merkmale
Die Aphanoneura werden etwa 0,3 bis 10 mm lang und rund 0,04 bis 0,06 mm breit. Sie weisen ein durchgehendes Coelom und 6 bis 20 borstentragende Segmente auf, die im Inneren nicht durch Scheidewände voneinander getrennt sind. In den vorderen Segmenten sitzt jeweils ein Paar Nephridien. Das geschlossene Blutgefäßsystem ist sehr einfach und besteht nur aus einem Bauchgefäß und einem vorn mit ihm über einen Ring verbundenen, unter dem Peritoneum des Darms liegenden, pulsierenden Rückengefäß im Vorderabschnitt des Tieres, das sich hinter dem Oesophagus um den Darm verzweigt oder in einen Darmblutsinus übergeht. Das Blut ist farblos. Der durchgehend bewimperte Darm gliedert sich in einen muskulösen Pharynx, einen engen Oesophagus und einen breiten Mitteldarm, der sich zum Enddarm hin allmählich verjüngt. Das sehr einfache Nervensystem besteht aus einem Oberschlundganglion und einem nur schwer sichtbaren Nervenstrang, der entlang der bauchseitigen Epidermis verläuft. Ähnlich den Vielborstern besitzen die Tiere auch Nuchalorgane.
Die Aphanoneura sind Zwitter, die bei der Paarung ihr Sperma austauschen und ihre Eier in Kokons ablegen. Während die Spermien von Hodenzellen in mehreren Segmenten gebildet und über mehrere paarige Spermienleiter entlassen werden, entstehen die Eizellen in nur einem Segment mit Eierstöcken und werden über eine unpaare weibliche Pore entlassen. Hier sitzt bauchseitig auch ein drüsiges Epithel („Pseudo-Clitellum“) aus einer Zellschicht, das zur Abscheidung des Eikokons dient. Das Sperma des Sexpartners wird bis zur Befruchtung der Eier in paarigen oder auch nur einem unpaaren Receptaculum seminis aufbewahrt. Während sich die Aeolosomatidae vor allem ungeschlechtlich durch Architomie vermehren, gibt es bei den Potamodrilidae ausschließlich geschlechtliche Fortpflanzung.
Die Tiere ernähren sich von Kleinstlebewesen und Detritus, die entweder vom Substrat eingesogen oder auch mit dem Substrat aufgenommen und innen verdaut werden.

## Vorkommen und Verbreitung
Die Aeolosomatidae leben im oder auf dem Sediment von Süßwasser und Brackwasser, eine Art in Salzwasser. Sie sind weltweit verbreitet.

## Systematik
Als erste Art der heute zu den Aphanoneura gestellten Anneliden beschrieb Christian Gottfried Ehrenberg 1828 Aeolosoma hemprichi, das er nach dem kurz zuvor mit 29 Jahren verstorbenen schlesischen Zoologen Friedrich Wilhelm Hemprich benannte. Der Gattungsname bedeutet „flinker Körper“ (altgriechisch αἰόλος aiólos „flink“, σῶμα sō̂ma „Leib“). Der englische Zoologe Frank Evers Beddard beschrieb 1895 die Familie Aeolosomatidae mit der einzigen Gattung Aeolosoma als kleine „Süßwasser-Oligochaeten“, deren Segmente nicht durch regelmäßige Scheidewände gekennzeichnet sind und deren Prostomium ventral mit Wimpern besetzt ist. Das Taxon Aphanoneura wurde 1884 vom böhmischen Zoologen František Vejdovský aufgestellt, der die Tiere nach ihrem verborgenen Nervensystem benannte (altgriechisch ἀφανής aphanḗs „unsichtbar“, νεῦρον neûron „Nerv“). Zu dieser Zeit waren nur Arten der Familie Aeolosomatidae bekannt, während Potamodrilus fluviatilis erst 1935 vom sowjetischen Zoologen Dmitry Alexandrovich Lastochkin (Дмитрий Александрович Ласточкин) als bisher einzige Art der Familie Potamodrilidae beschrieben wurde – zunächst unter dem Namen Stephensoniella fluviatilis (nach dem englischen Zoologen John Stephenson), wegen einer Homonymie jedoch bereits im selben Jahre mit dem neuen Gattungsnamen Potamodrilus („Flussregenwurm“ – ποταμός „Fluss“, δρίλος „Regenwurm“, lateinisch fluviatilis „zum Fluss gehörig“).
Sowohl die Aeolosomatidae als auch die Potamodrilidae sind Zwitter, bilden im Bereich der Eierstöcke ein „Pseudo-Clitellum“ und legen ihre Eier in einen Kokon, während ihnen jegliche Parapodien fehlen. Deswegen wurden sie lange Zeit zu den Wenigborstern (Oligochaeta) gezählt. Dabei wurden sie entweder als besonders primitive oder als sekundär vereinfachte Gruppe angesehen. Andererseits besitzen die Tiere Nuchalorgane, was ebenso wie die Lage des Cerebralganglions im Prostomium für eine Zuordnung zu den Vielborstern (Polychaeta) spricht. Arbeiten von Dieter Bunke aus den 1980er Jahren zeigten, dass sich die Spermien der Aphanoneura von denen der Oligochaeten so stark unterscheiden, dass eine Zugehörigkeit zu dieser Gruppe abzulehnen ist. Molekulargenetische Untersuchungen unter anderem von Rousset et al. 2007 sowie von Zrzavý et al. 2009 stützen die These, dass die Aphanoneura keineswegs näher mit den Oligochaeten verwandt sind als mit irgendwelchen anderen Anneliden.
Die Aeolosomatidae und Potamodrilidae zeigen auch einzelne auffällige Unterschiede: So vermehren sich erstere weit überwiegend ungeschlechtlich, letztere dagegen ausschließlich geschlechtlich. Mehrere jüngere molekulargenetische Arbeiten wie etwa 2001 von Rota, Martin und Erséus oder 2005 von Struck und Purschke bestätigen jedoch die beiden Familien als Schwestergruppen und somit die Aphanoneura als monophyletische Gruppe.